# Ювілейна площа (станція метро)
53°54′18″ пн. ш. 27°32′25″ сх. д. / 53.90500° пн. ш. 27.54028° сх. д.
Ювілейна площа (біл. Юбілейная плошча) — кінцева станція першої черги Третьої лінії Мінського метрополітену. Урочисте відкриття відбулося 6-го листопада 2020 року у складі дільниці «Ковальська Слобода» — «Ювілейна площа», для пасажирів станція запрацювала наступного дня.

## Технічна характеристика
Конструкція станції — колонна трипрогінна мілкого закладення (глибина закладення — 20 м) типу горизонтальний ліфт з однією острівною платформою.  

## Вестибюлі
Станція має два підземних вестибюля, сполучених з платформою ескалаторами і сходами.

## Пересадка
Пересадна на станцію «Фрунзенська» Автозаводської лінії.

## Колійний розвиток
Станція з колійним розвитком — за станцією побудовані оборотні тупики.

## Оздоблення
Інтер'єри станції створюють настрій свята, емоційного підйому і урочистості. Цей ефект досягається через використання контрастних кольорів (насичений червоний і білий) у поєднанні з м'яким розсіяним світлом в конструкції стелі, що має отвори у формі кілець різного діаметра. «Кільця світла» розташовані у вестибюлі та над центром платформи, в інших частинах платформної ділянки використовуються вбудовані світильники точкового освітлення.
На платформі станції встановлена скульптура «Сонце», її автори  — скульптор Максим Петруль і архітектор В'ячеслав Лопато. Вона виконана з нержавіючої сталі, причому із загадкою: це тільки половина диска, але вона так вмонтована в стелю, що з певних точок на платформі буде здаватися повним сонячним диском.